# Батер
Батер (монг.: ᠪᠠᠭᠠᠲᠦᠷ, кириллица: Баатар, в ряде источников Багатур; род. июль 1955, Канпин, Ляонин) — китайский государственный и политический деятель, заместитель председателя Всекитайского комитета Народного политического консультативного совета Китая 13-14 созывов с 14 марта 2018 года.
Ранее председатель Государственного комитета КНР по делам национальностей (2016—2020), одновременно заместитель заведующего Отделом Единого фронта ЦК КПК и секретарь парткома КПК Государственного комитета по делам национальностей, председатель Народного правительства автономного района Внутренняя Монголия (2008—2016), секретарь дисциплинарной инспекции ЦКПД в АР Внутренняя Монголия (1999—2008).
Член Центральной комиссии КПК по проверке дисциплины (ЦКПД) 16 и 17-го созывов. Кандидат в члены ЦК КПК 15-го созыва, член Центрального комитета Компартии Китая 18, 19 и 20-го созывов.

## Биография
Родился в феврале 1955 года в уезде Канпин, провинция Ляонин. По национальности монгол.
Окончил Хайларский монгольский педагогический институт по специальности «монгольский язык». С января 1973 года на рядовых должностях в райкоме Хулун-Буира (Хэйлунцзян). В декабре 1981 года вступил в Коммунистическую партию Китая. Спустя год назначен заместителем секретаря комитета Коммунистического союза молодёжи Китая в АР Внутренняя Монголия, в мае 1986 года занял пост секретаря комитета КСМК АР Внутренняя Монголия.
С марта 1994 по декабрь 1999 года — секретарь парткома КПК городского округа Ухай, одновременно с декабря 1994 по февраль 1998 года — мэр Ухая. В данном периоде получил диплом магистра политэкономии в Фуданьском университете. С декабря 1999 по апрель 2008 года — секретарь комиссии АР Внутренняя Монголия по проверке дисциплины, в декабре 2001 года назначен заместителем секретаря парткома КПК автономного района. 3 апреля 2008 года назначен исполняющим обязанности председателя и заместителем председателя Народного правительства автономного района Внутренняя Монголия, 12 января следующего года утверждён в должности председателя Народного правительства АР.
30 марта 2016 года на 2-м пленарном заседании 21-й сессии Постоянного комитета Собрания народных представителей АР Внутренняя Монголия 12-го созыва подал в отставку с поста председателя Народного правительства, назначен секретарём Госкомитета КНР по делам национальностей. 28 апреля 2016 года на 20-й сессии Постоянного комитета Всекитайского собрания народных представителей 12-го созыва утверждён в должности председателя Государственного комитета КНР по делам национальностей.
В марте 2018 года избран заместителем председателя Всекитайского комитета Народного политического консультативного совета Китая 13-го созыва.
10 марта 2023 года на 3-м пленарном заседании 1-й сессии Всекитайского комитета Народного политического консультативного совета Китая (ВК НПКСК) переизбран заместителем председателя ВК НПКСК 14-го созыва.